# La Secte des Condors
La Secte des Condors (titre en italien : La Setta dei Condor) est un roman d'Edward Jones de la série « Le Trio de la Tamise », paru en 1976 en Italie et publié en France dans la Bibliothèque verte en 1981 (avec une traduction de Madeleine Juffé et des illustrations de François Dermaut).

## Résumé
Le Trio de la Tamise (Dave, Ted et Cathy) est appelé à l'aide par Emily, une amie de Cathy. Emily est très inquiète : son frère Charles a disparu depuis peu et nul ne l'a revu.
Les jeunes détectives enquêtent aux alentours du domicile de Charles sans rien trouver. Le lendemain, ils apprennent que Charles a téléphoné à sa sœur, lui tenant des propos mystérieux. Les détectives découvrent la signification du message donné par charles qui donne un sérieux indice : « Ruislip Lido (en) », un quartier peu connu de Londres. Le trio se rend dans ce quartier et y continue son enquête. Dans un parc, ils trouvent un précieux indice et rencontrent un homme mystérieux qui les menace.
Leur enquête les mène dans une secte qui recherche des jeunes gens en manque de repères. Finalement ils retrouvent Charles prisonnier dans l'immeuble principal de la secte. L'adolescent leur explique que le chef de la secte, aidé par des complices, drogue les adolescents qu'ils ont recueillis et les forcent à commettre des cambriolages. Le chef de la secte est le plus méchant et le plus mystérieux de tous : il cache son visage avec un masque de condor (d'où le titre du roman).
En fin de compte, le trio parvient à s'échapper avec Charles, à récupérer le butin des voleurs et à faire arrêter leur chef.